# Gymnogobius mororanus
Gymnogobius mororanus är en fiskart som först beskrevs av Jordan och Snyder, 1901.  Gymnogobius mororanus ingår i släktet Gymnogobius och familjen smörbultsfiskar. Inga underarter finns listade i Catalogue of Life.